# Компромисс 1850 года

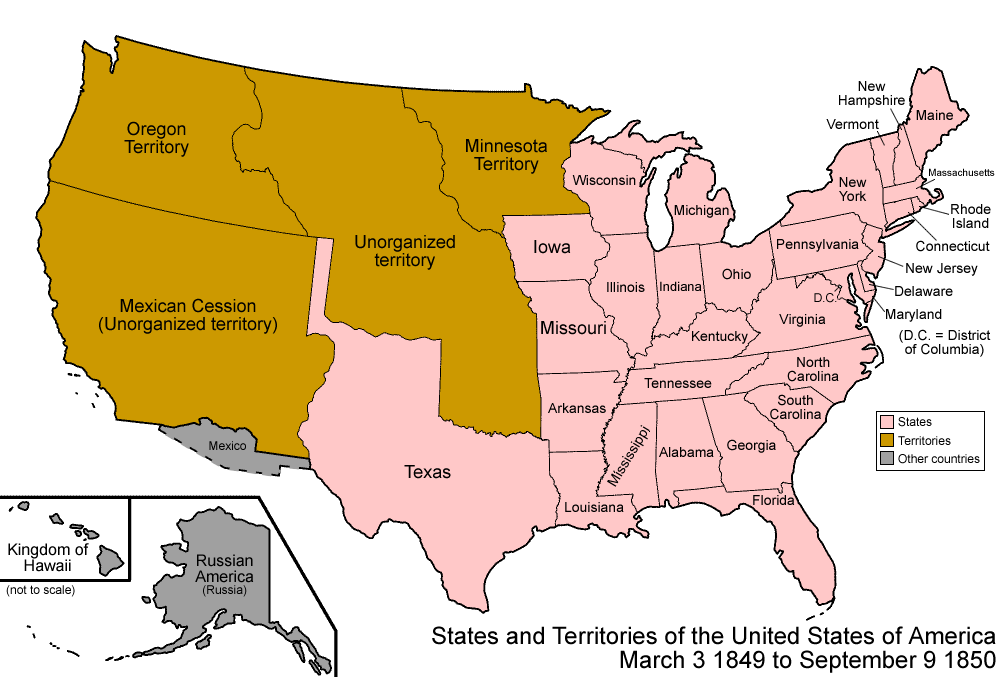
Статус-кво до заключения компромисса, 1850

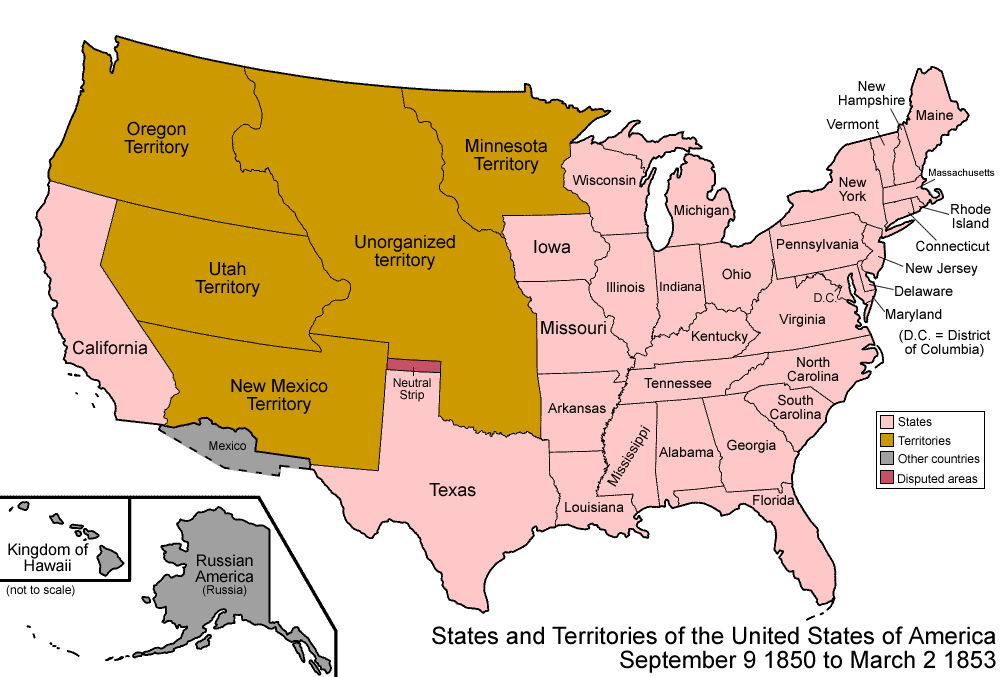
Территориальные изменения и окончательные границы новых субъектов США согласно компромиссу

Компромисс 1850 года (англ. Compromise of 1850) — общее название для пяти отдельных законопроектов, принятых Конгрессом США в сентябре 1850 года, которые временно ослабили напряженность в отношениях между рабовладельческими и свободными штатами в предвоенные годы. Компромисс был разработан сенатором–вигом Генри Клеем и сенатором-демократом Стивеном Дугласом при поддержке президента Милларда Филлмора и определял статус рабства в результате американо-мексиканской войны (1846—48).
Компромисс включал в себя следующие положения:
- Калифорния допускалась в союз в качестве свободного штата;
- Укрепление законов о беглых рабах;
- Запрет работорговлю в Вашингтоне, округ Колумбия (хотя само рабство там по-прежнему разрешалось);
- Определение северных и западных границы Техаса, утверждение территориального правительства для территории Нью-Мексико, без каких-либо ограничений относительно того, будет ли будущий штат на этой территории свободным или рабовладельческим;
- Утверждение территориального правительства для территории Юта, без каких-либо ограничений относительно того, будет ли будущий штат на этой территории свободным или рабовладельческим.

Дебаты по поводу будущего статуса рабства на этих территориях разгорелись во время американо–мексиканской войны, так как многие южане стремились распространить рабство на вновь приобретенные земли, а северяне выступали против этого. Обсуждение стало ещё более сложным из-за претензий Техаса на всю бывшую мексиканскую территорию к северу и востоку от Рио-Гранде, включая районы, которые он никогда фактически не контролировал. Эти проблемы мешали принятию законов о создании организованных органов власти на новых территориях. В начале 1850 года Клей предложил пакет из восьми законопроектов, которые должны были урегулировать большинство насущных вопросов, стоящих перед Конгрессом. Против предложения Клея выступили президент Закари Тейлор, антирабовладельческие виги (такие как Уильям Сьюард) и демократы-сторонники рабства (такие как Джон Кэлхун). Дебаты по поводу законопроекта являются одними из самых известных в истории Конгресса.
После смерти Тейлора и вступления в должность вице-президента Милларда Филлмора сенатор от Иллинойса Стивен Дуглас возглавил проведение компромисса Клея через Конгресс в виде пяти отдельных законопроектов. В соответствии с этим компромиссом Техас отказался от своих претензий на территорию современного Нью-Мексико и других штатов в обмен на то, что правительство возьмет на себя государственный долг Техаса. Калифорния была признана свободным штатом, в то время как остальные части мексиканской территории были объединены в территории Нью-Мексико и Юта. Согласно концепции народного суверенитета, жители каждой территории должны были самостоятельно определять статус рабства на своей территории. Кроме того, законопроект также включал в себя более строгий закон о беглых рабах и запрет работорговли в округе Колумбия. Вопрос о рабстве на территориях был вновь поднят законом Канзас—Небраска в 1854 году, но компромисс 1850 года сыграл важную роль в отсрочке гражданской войны.